# ولاية تونس

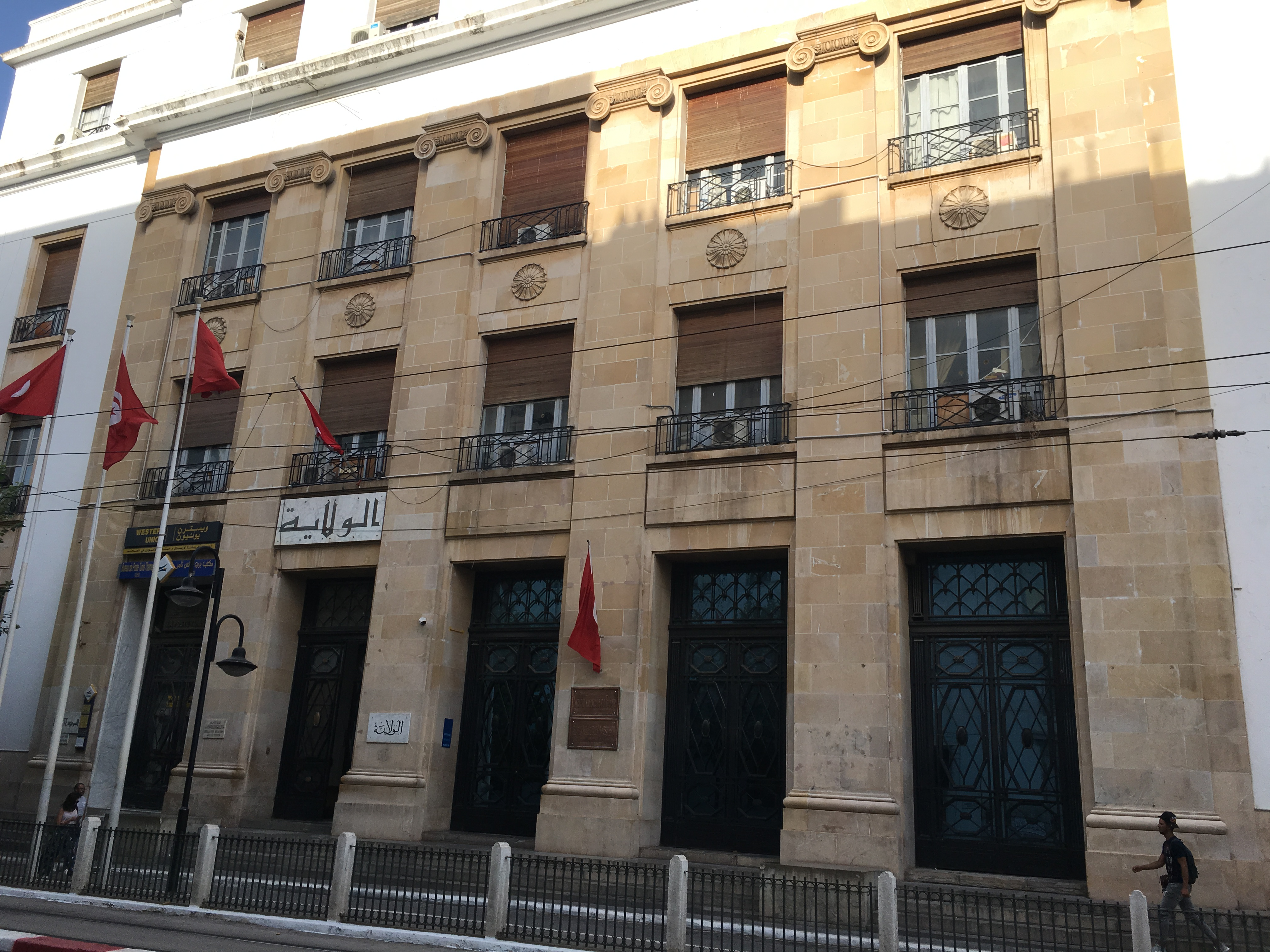
مقر ولاية تونس.

تقع ولاية تونس في الشمال الشرقي للجمهورية التونسية. عاصمتها مدينة تونس ومن مدنها باردو، قرطاج، المرسى
تكون مع ولايات أريانة وبن عروس ومنوبة إقليم تونس الكبرى. تبلغ مساحتها 288 كم² ويقطنها حوالي 1.056.247 نسمة حسب احصائيات  2014. يقع مركز الولاية بمدينة تونس العاصمة.

## التاريخ
تأسست ولاية تونس في 21 جوان 1956 حول مدينة تونس، وتتكون من 21 معتمدية 8 بلديات و159 عمادة.

## الجغرافيا
تقع ولاية تونس في الشمال الشرقي للبلاد التونسية، تحدها ثلاثة ولايات وهي بن عروس، منوبة وأريانة. ويحدها شرقا البحر الأبيض المتوسط.
| المعتمدية                      | عدد السكان (2014) |
| ------------------------------ | ----------------- |
| باب البحر                      | 36٬210            |
| باب سويقة                      | 29٬185            |
| قرطاج                          | 24٬216            |
| حي الخضراء                     | 35٬173            |
| جبل الجلود                     | 23٬638            |
| الكبارية                       | 86٬024            |
| المنزه                         | 41٬830            |
| العمران                        | 42٬208            |
| العمران الأعلى                 | 55٬513            |
| الوردية                        | 32٬147            |
| التحرير                        | 21٬709            |
| الزهور                         | 40٬728            |
| الحرايرية                      | 110٬184           |
| حلق الوادي                     | 45٬711            |
| المرسى                         | 92٬987            |
| باردو                          | 71٬961            |
| الكرم                          | 74٬132            |
| المدينة                        | 21٬400            |
| السيجومي                       | 33٬870            |
| سيدي البشير                    | 27٬749            |
| سيدي حسين                      | 109٬672           |
| المصدر : المعهد الوطني للإحصاء |                   |

## التعليم
- جامعة تونس هي الجامعة الأم في منظومة التعليم العالي بتونس وتوجد بتونس العاصمة. وتؤمن هذه الجامعة تدريس حوالي ستين اختصاصا. ويوجد بها 8 مخابر[8] و37 وحدة بحث.[9]
- جامعة قرطاج تشرف الجامعة حاليا على اثنين وثلاثين مؤسسة تعليم عال وبحث. وفي سنة 2013، بلغ عدد طلبة الجامعة 48634 طالب وطالبة.[10]
- جامعة تونس المنار هي قطب جامعي أسس سنة 2000 في إطار إعادة هيكلة مؤسسات التعليم العالي في تونس. تعتبر الجامعة أحد أكبر الأقطاب الجامعية في تونس بطاقة استعاب تفوق ال45،000 طالب. تضم الجامعة 52 شعبة يشرف عليها 2500 أستاذا. تقع كل كليات الجامعة في تونس العاصمة وقد سميت نسبة إلى حي المنار حيث يقع مقرها الرئيسي.

## الرياضة
تنشط في ولاية تونس عدة أندية رياضية أبرزها النادي الإفريقي، الترجي الرياضي التونسي والملعب التونسي. وهي تنشط في دوري الرابطة المحترفة الأولى التونسي. وتضم الولاية أهم المركّبات الرياضية في البلاد التونسية، أبرزها ملعب 14 جانفي والملعب الأولمبي بالمنزه.

## من أعلام الولاية
| - مصطفى بن جعفر - محمد مناشو | - علي الدوعاجي - عبد الحميد بنعلجية | - محسن بن ابي الضياف - محمود بلعيد | - البشير المجدوب - أحمد توفيق المدني |